# Кастельбі-да-ла-Марка
Кастельбі́-да-ла-Ма́рка (кат. Castellví de la Marca) - муніципалітет, розташований в Автономній області Каталонія, в Іспанії. Знаходиться у районі (кумарці) Ал-Панадес провінції Барселона, згідно з новою адміністративною реформою перебуватиме у складі Баґарії (округи) Барселона.

## Населення
Населення міста (у 2007 р.) становить 1.596 осіб (з них менше 14 років - 15,5%, від 15 до 64 - 64,8%, понад 65 років - 19,7%). У 2006 р. народжуваність склала 16 осіб, смертність - 26 осіб, зареєстровано 4 шлюби. У 2001 р. активне населення становило 678 осіб, з них безробітних - 23 особи.

Серед осіб, які проживали на території міста у 2001 р., 1.233 народилися в Каталонії (з них 938 осіб у тому самому районі, або кумарці), 155 осіб приїхало з інших областей Іспанії, а 45 осіб приїхало з-за кордону. 

Університетську освіту має 6,6% усього населення. 

У 2001 р. нараховувалося 474 домогосподарства (з них 17,3% складалися з однієї особи, 23,4% з двох осіб,24,1% з 3 осіб, 19,6% з 4 осіб, 9,3% з 5 осіб, 4,2% з 6 осіб, 1,3% з 7 осіб, 0,6% з 8 осіб і 0,2% з 9 і більше осіб).

Активне населення міста у 2001 р. працювало у таких сферах діяльності : у сільському господарстві - 16,8%, у промисловості - 36%, на будівництві - 10,8% і у сфері обслуговування - 36,3%. 

 У муніципалітеті або у власному районі (кумарці) працює 499 осіб, поза районом - 349 осіб.

### Безробіття
У 2007 р. нараховувалося 35 безробітних (у 2006 р. - 31 безробітний), з них чоловіки становили 37,1%, а жінки - 62,9%.

## Економіка

### Підприємства міста

#### Промислові підприємства
| \| Промислові підприємства міста, за сферою діяльності \| Промислові підприємства міста, за сферою діяльності \| Промислові підприємства міста, за сферою діяльності \| \| Рік \| 2002 р. \| 2001 р. \| \| --------------------------------------------------- \| --------------------------------------------------- \| --------------------------------------------------- \| \| Енергетичні та водні ресурси \| 0% \| 0% \| \| Хімія та метали \| 9,4% \| 6,5% \| \| Переробка металів \| 18,8% \| 16,1% \| \| Продукти харчування \| 40,6% \| 45,2% \| \| Текстиль \| 15,6% \| 16,1% \| \| Виробництво меблів, видання \| 12,5% \| 12,9% \| \| Інше \| 3,1% \| 3,2% \| \| Усього підприємств \| 32 \| 31 \| |         |         |
| Промислові підприємства міста, за сферою діяльності |         |         |
| Рік | 2002 р. | 2001 р. |
| Енергетичні та водні ресурси | 0%      | 0%      |
| Хімія та метали | 9,4%    | 6,5%    |
| Переробка металів | 18,8%   | 16,1%   |
| Продукти харчування | 40,6%   | 45,2%   |
| Текстиль | 15,6%   | 16,1%   |
| Виробництво меблів, видання | 12,5%   | 12,9%   |
| Інше | 3,1%    | 3,2%    |
| Усього підприємств | 32      | 31      |

#### Роздрібна торгівля
| \| Підприємства роздрібної торгівлі міста, за сферою діяльності \| Підприємства роздрібної торгівлі міста, за сферою діяльності \| Підприємства роздрібної торгівлі міста, за сферою діяльності \| \| Рік \| 2002 р. \| 2001 р. \| \| ------------------------------------------------------------ \| ------------------------------------------------------------ \| ------------------------------------------------------------ \| \| Продукти харчування \| 33,3% \| 33,3% \| \| Одяг та взуття \| 8,3% \| 8,3% \| \| Товари для дому \| 8,3% \| 8,3% \| \| Книги та періодичні видання \| 0% \| 0% \| \| Промислова хімічна продукція \| 16,7% \| 16,7% \| \| Продукція, пов'язана з транспортними засобами \| 0% \| 0% \| \| Інше \| 33,3% \| 33,3% \| \| Усього підприємств \| 12 \| 12 \| |         |         |
| Підприємства роздрібної торгівлі міста, за сферою діяльності |         |         |
| Рік | 2002 р. | 2001 р. |
| Продукти харчування | 33,3%   | 33,3%   |
| Одяг та взуття | 8,3%    | 8,3%    |
| Товари для дому | 8,3%    | 8,3%    |
| Книги та періодичні видання | 0%      | 0%      |
| Промислова хімічна продукція | 16,7%   | 16,7%   |
| Продукція, пов'язана з транспортними засобами | 0%      | 0%      |
| Інше | 33,3%   | 33,3%   |
| Усього підприємств | 12      | 12      |

#### Сфера послуг
| \| Підприємства міста, що працюють у сфері послуг, за діяльністю \| Підприємства міста, що працюють у сфері послуг, за діяльністю \| Підприємства міста, що працюють у сфері послуг, за діяльністю \| \| Рік \| 2002 р. \| 2001 р. \| \| ------------------------------------------------------------- \| ------------------------------------------------------------- \| ------------------------------------------------------------- \| \| Гуртова торгівля \| 19,5% \| 17,9% \| \| Готелі та готельний бізнес \| 14,6% \| 12,8% \| \| Транспорт та зв'язок \| 22% \| 25,6% \| \| Посередницькі фінансові послуги \| 2,4% \| 2,6% \| \| Послуги підприємствам \| 0% \| 0% \| \| Послуги фізичним особам \| 41,5% \| 41% \| \| Нерухомість та ін. \| 0% \| 0% \| \| Усього підприємств \| 41 \| 39 \| |         |         |
| Підприємства міста, що працюють у сфері послуг, за діяльністю |         |         |
| Рік | 2002 р. | 2001 р. |
| Гуртова торгівля | 19,5%   | 17,9%   |
| Готелі та готельний бізнес | 14,6%   | 12,8%   |
| Транспорт та зв'язок | 22%     | 25,6%   |
| Посередницькі фінансові послуги | 2,4%    | 2,6%    |
| Послуги підприємствам | 0%      | 0%      |
| Послуги фізичним особам | 41,5%   | 41%     |
| Нерухомість та ін. | 0%      | 0%      |
| Усього підприємств | 41      | 39      |

## Житловий фонд
У 2001 р. 2,7% усіх родин (домогосподарств) мали житло метражем до 59 м2, 17,1% - від 60 до 89 м2, 32,9% - від 90 до 119 м2 і
47,3% - понад 120 м2.

З усіх будівель у 2001 р. 15,2% було одноповерховими, 77,6% - двоповерховими, 6
% - триповерховими, 1% - чотириповерховими, 0,2% - п'ятиповерховими, 0% - шестиповерховими,
0% - семиповерховими, 0% - з вісьмома та більше поверхами.

## Автопарк
| \| Автомобілі, зареєстровані у місті, за призначенням \| Автомобілі, зареєстровані у місті, за призначенням \| Автомобілі, зареєстровані у місті, за призначенням \| \| Рік \| 2006 р. \| 2005 р. \| \| -------------------------------------------------- \| -------------------------------------------------- \| -------------------------------------------------- \| \| Приватні автомобілі \| 58,7% \| 60,4% \| \| Мотоцикли \| 10,4% \| 9,9% \| \| Вантажівки \| 22,5% \| 22,7% \| \| Трактори \| 1,1% \| 0,9% \| \| Автобуси та ін. \| 7,3% \| 6,2% \| \| Усього автомобілів \| 1.464 шт. \| 1.401 шт. \| |           |           |
| Автомобілі, зареєстровані у місті, за призначенням |           |           |
| Рік | 2006 р.   | 2005 р.   |
| Приватні автомобілі | 58,7%     | 60,4%     |
| Мотоцикли | 10,4%     | 9,9%      |
| Вантажівки | 22,5%     | 22,7%     |
| Трактори | 1,1%      | 0,9%      |
| Автобуси та ін. | 7,3%      | 6,2%      |
| Усього автомобілів | 1.464 шт. | 1.401 шт. |

## Вживання каталанської мови
У 2001 р. каталанську мову у місті розуміли 98,1% усього населення (у 1996 р. - 99%), вміли говорити нею 91,3% (у 1996 р. - 
94,2%), вміли читати 88,6% (у 1996 р. - 88,2%), вміли писати 50,8
% (у 1996 р. - 58,9%). Не розуміли каталанської мови 1,9%.

## Політичні уподобання
У виборах до Парламенту Каталонії у 2006 р. взяло участь 698 осіб (у 2003 р. - 816 осіб). Голоси за політичні сили розподілилися таким чином:
| \| Вибори до Парламенту Каталонії \| Вибори до Парламенту Каталонії \| Вибори до Парламенту Каталонії \| \| Рік \| 2006 р. \| 2003 р. \| \| -------------------------------------- \| ------------------------------ \| ------------------------------ \| \| Конвергенція та Єднання (CiU) \| 55% \| 56,6% \| \| Соціалістична партія Каталонії (PSC) \| 15% \| 16,5% \| \| Народна партія (PP) \| 3,7% \| 3,4% \| \| Ініціатива за зелену Каталонію (IC) \| 7,7% \| 3,8% \| \| Республіканська лівиця Каталонії (ERC) \| 16% \| 18,6% \| \| Громадянська партія (C's) \| 0,9% \| 0% \| \| Інші \| 1,6% \| 1% \| |         |         |
| Вибори до Парламенту Каталонії |         |         |
| Рік | 2006 р. | 2003 р. |
| Конвергенція та Єднання (CiU) | 55%     | 56,6%   |
| Соціалістична партія Каталонії (PSC) | 15%     | 16,5%   |
| Народна партія (PP) | 3,7%    | 3,4%    |
| Ініціатива за зелену Каталонію (IC) | 7,7%    | 3,8%    |
| Республіканська лівиця Каталонії (ERC) | 16%     | 18,6%   |
| Громадянська партія (C's) | 0,9%    | 0%      |
| Інші | 1,6%    | 1%      |

У муніципальних виборах у 2007 р. взяло участь 797 осіб (у 2003 р. - 865 осіб). Голоси за політичні сили розподілилися таким чином:
| \| Муніципальні вибори \| Муніципальні вибори \| Муніципальні вибори \| \| Рік \| 2007 р. \| 2003 р. \| \| -------------------------------------- \| ------------------- \| ------------------- \| \| Конвергенція та Єднання (CiU) \| 62,7% \| 63,4% \| \| Соціалістична партія Каталонії (PSC) \| 26,6% \| 23,6% \| \| Народна партія (PP) \| 2,5% \| 0% \| \| Ініціатива за зелену Каталонію (IC) \| 0% \| 0% \| \| Республіканська лівиця Каталонії (ERC) \| 8,2% \| 13,1% \| \| Громадянська партія (C's) \| 0% \| 0% \| \| Інші \| 0% \| 0% \| |         |         |
| Муніципальні вибори |         |         |
| Рік | 2007 р. | 2003 р. |
| Конвергенція та Єднання (CiU) | 62,7%   | 63,4%   |
| Соціалістична партія Каталонії (PSC) | 26,6%   | 23,6%   |
| Народна партія (PP) | 2,5%    | 0%      |
| Ініціатива за зелену Каталонію (IC) | 0%      | 0%      |
| Республіканська лівиця Каталонії (ERC) | 8,2%    | 13,1%   |
| Громадянська партія (C's) | 0%      | 0%      |
| Інші | 0%      | 0%      |